# Llengües latinofalisques

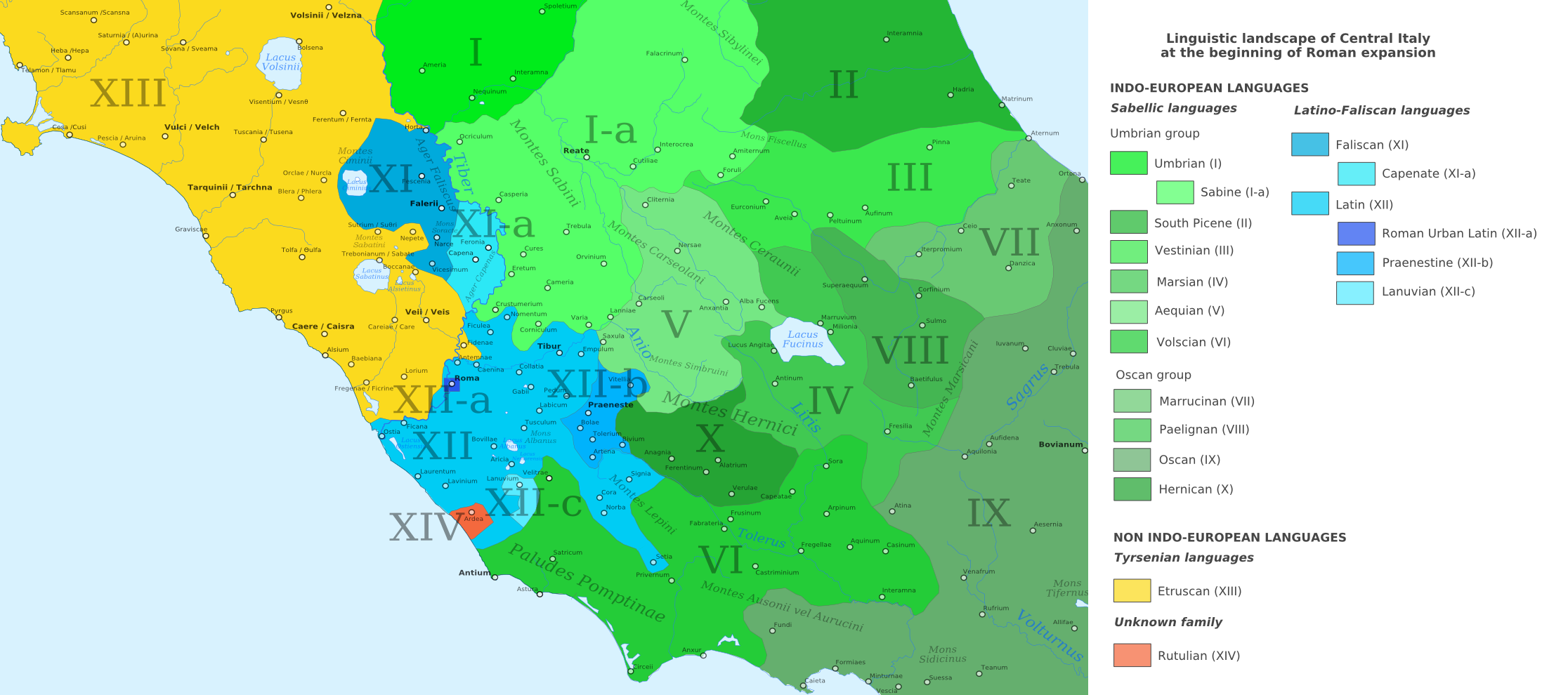
Mapa de les lengües i dialectes latinofalisques, en diferents tons de blau

Les llengües latinofalisques formen un grup que pertany al grup itàlic de la família indoeuropea de llengües. Es parlaven a Itàlia. Tant el llatí i els seus derivats, com l'idioma falisc pertanyen a aquest grup.
Finalment, el llatí va absorbir la resta de llengües, substituint el falisc pel poder expansiu dels romans. L'únic membre del grup que va sobreviure l'extinció va ser el llatí, que, al seu torn, es va desenvolupar a través de les llengües romàniques via llatí vulgar.

## Descripció lingüística
El llatí i el falisc fan diverses innovacions respecte a l'itàlic:
- Les seqüències de l'indoeuropeu tardà /*ə, *eu/ evolucionen a a, ou.
- Les líquides sil·làbiques indoeuropees /*l̥, *r̥/ desenvolupen una vocal epentètica o donant en itàlic ol, or.
- Les nasals sil·làbiques indoeuropees /*m̥, *n̥/ desenvolupen una vocal epentètica e donant em, en.
- Fricatització de les oclusives aspirades de l'indoeuropeu a principi de paraula /*bʰ, *dʰ, *gʰ/ en f, f, h.
- Assimilació de la seqüència /*kʷ...p/ en kʷ...kʷ (peu * penkʷi 'cinc' > llatí quinque)

Algunes diferències radiquen en què el llatí i el falisc retenen les labiovelars indoeuropees /*kʷ, *gʷ/ com qu-, gu- (posteriorment passarien a velars + semivocal), mentre que en oscoumbre passen a ser labials p, b. A més el llatí presenta evolució de ou en ū (llatí lūna < p.itàlic * lousna < piE * leuk-sna 'lluminosa').

### Fonologia
L'inventari consonàntic del protolatinofalisc seria bàsicament idèntic al del llatí arcaic:
|           |           | Labial | Alveolar | Palatal | Velar | Labiovelar | Glotal |
| --------- | --------- | ------ | -------- | ------- | ----- | ---------- | ------ |
| Oclusiva  | sorda     | *p     | *t       |         | *k    | *kʷ        |        |
| Oclusiva  | sonora    | *b     | *d       |         | *g    | *gʷ        |        |
| Fricativa | Fricativa | *f     | *ss      |         |       |            | *h     |
| Sonorants | Sonorants |        | *r, *l   | *y      |       | *w         |        |
| Nasal     | Nasal     | *m     | *n       |         |       |            |        |
El so /kʷ/ encara devia existir en llatí arcaic quan es va desenvolupar l'alfabet d'on ve el parell mínim: quī /kʷī/ 'el que ...' - cuī /ku.ī/ 'al que ...'. Noti's que en altres posicions no es fa l'intent de distingir entre diftongs i hiats, persuādere 'persuadir' és diftong però a sua 'seva' és hiat. Per raons de simetria és molt possible que moltes seqüències gu del llatí arcaic representessin de fet una labiovelar sonora /gʷ/.